# Estación de Aubervilliers - Pantin - Quatre Chemins
La estación de Aubervilliers - Pantin - Quatre Chemins es una estación del metro de París situada al noreste de la capital, entre las comunas de Aubervilliers y Pantin. Forma parte de la línea 7. 

## Historia
Fue inaugurada el 4 de octubre de 1979 con la prolongación de la línea 7 hacía Aubervilliers. Debe su nombre a las comunas de Aubervilliers y Pantin y al barrio de Quatre Chemins (cuatro caminos). 

## Descripción
Se compone de dos andenes y de dos vías. No sigue el diseño en bóveda de túnel optando por unas paredes verticales y un techo plano. La estación está revestidas con un azulejo claro, plano y estrecho llamado Miromesnil, dado que fue en esa estación donde se colocó por primera vez. Su presencia es relativamente habitual en las estaciones de las afueras de París. El color, rojo en este caso, se emplea en la zona de asiento y en las paredes de los extremos de cada andén.